# 아우토반 28호선
아우토반 28호선(Bundesautobahn 28, BAB 28, A 28)은 레어에서 출발하여 델멘호르스트까지 이르는 아우토반 노선으로, 총 연장은 92 km이다. 관통되어 있는 주는 유일하게 니더작센주에 위치하고 있다. 주요 경유도시로는 올덴부르크와 브레멘이 있다. 또한 해당 고속도로는 유럽 고속도로 22호선의 일부를 이룬다.

## 주요 접촉 도로
- 아우토반 31호선
- 아우토반 20호선
- 아우토반 293호선
- 아우토반 29호선
- 아우토반 1호선

## 갤러리

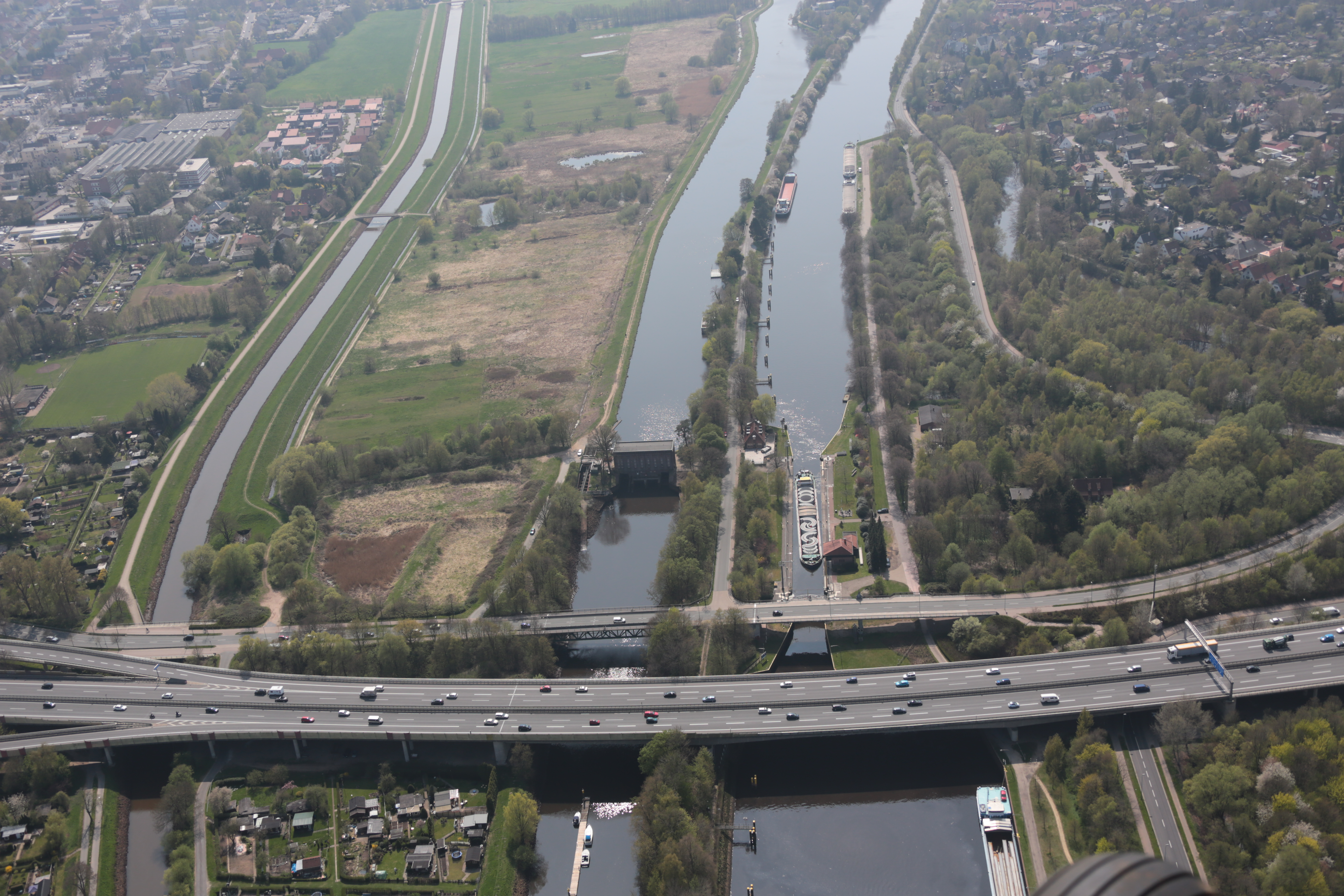
독일의 한 상공에서 바라본 아우토반 28호선의 실제 모습